# 棚瀬誠
棚瀬 誠（たなせ まこと、1977年4月16日 - ）は、日本のサイバー犯罪対策のコメンテーター、元警察官僚。最終階級は警視長。岐阜県岐阜市出身。

## 来歴
2000年に一橋大学法学部を卒業後、警察庁にキャリア警察官として入庁。世田谷警察署・渋谷警察署係長、警察庁交通局交通規制課、警察庁刑事局刑事企画課等を経て、沖縄県警・京都府警捜査第二課長、警察庁刑事局薬物銃器対策課理事官を歴任。
この他、総務省自治税務局都道府県税課間税係長、財務省主計局主計官補佐（文部科学係）、フランス国際刑事警察機構（ICPO/インターポール）Criminal Intelligence Officer（犯罪情報官）・Head of Financial Crimes Unit（経済犯班長）、内閣官房小型無線機等対策推進室企画官に出向。
2019年から兵庫県警刑事部長として、山口組対策などにあたった。離任後、警察庁刑事局付警視長兼法務省刑事局公安課企画官を経て、2021年警察庁刑事局付警視長兼法務省刑事局参事官。2023年からは警察庁サイバー警察局サイバー捜査課長を務め、サイバー犯罪の捜査にも加わる。
2024年に離職。2025年サイバーエージェント・キャピタル顧問、トランジットホールディングス特別顧問。サイバーセキュリティ対策におけるコンサルタント業務企業に転職したのちは、犯罪コメンテーターとして情報番組を中心に解説者を務める。
サイバー捜査・インテリジェンスの国の直轄部隊であるサイバー特別捜査部の能力や人材育成の重要性について、ニューズウィークや日経クロステックに特集が組まれており、日本のサイバー捜査・インテリジェンスの第一人者である。

## 出演

### テレビ
- ニュースウオッチ9　（NHK、2025年8月13日）
- ニュース7　（NHK、2025年8月13日）
- THE TIME,（TBSテレビ、2025年8月8日）
- DayDay.　（日本テレビ、2025年7月24日）
- ライブニュースイット（フジテレビ、2025年7月18日）
- newsランナー　（関西テレビ、2025年7月8日）
- ライブニュースイット（フジテレビ、2025年6月27日）
- newsランナー　（関西テレビ、2025年6月10日）
- ライブニュースイット（フジテレビ、2025年6月9日）
- ライブニュースイット（フジテレビ、2025年5月30日）
- 羽鳥慎一モーニングショー（テレビ朝日、2025年5月21日）
- newsランナー　（関西テレビ、2025年5月19日）
- ひるおび（TBSテレビ、2025年5月5日）
- ライブニュースイット（フジテレビ、2025年5月1日）
- ひるおび（TBSテレビ、2025年4月23日）
- ひるおび（TBSテレビ、2025年4月22日）
- ライブニュースイット（フジテレビ、2025年4月17日）
- ライブニュースイット（フジテレビ、2025年4月10日）
- ひるおび（TBSテレビ、2025年4月8日）
- ライブニュースイット（フジテレビ、2025年3月20日）
- ひるおび（TBSテレビ、2025年3月18日）
- ライブニュースイット（フジテレビ、2025年3月14日）
- ひるおび（TBSテレビ、2025年3月12日）
- ひるおび（TBSテレビ、2025年2月26日）
- ライブニュースイット（フジテレビ、2025年1月24日）
- 羽鳥慎一モーニングショー（テレビ朝日、2025年1月15日）
- ライブニュースイット（フジテレビ、2025年1月9日）

### 雑誌・WEBメディア
・サイバー警察局・サイバー特別捜査部の発足から2年半、サイバー特別捜査部による捜査の実態とは？（NewsweeK日本語版、2024年12月12日）
・ランサム管理者を特定し復号ツールを開発、国際共同捜査で光る日本警察の「技術力」　(日経クロステック／日経NETWORK　2025年2月26日）
・ランサムウエア発生後はどこに相談？　「無料」でも異なる専門家のサポート　(日経クロステック／日経NETWORK　2024年8月6日）
・サイバー捜査にNEC・セコムの知恵　回り始めた人材ドア　(日本経済新聞　2025年4月20日）
・だまし取られた仮想通貨、没収に2つの壁　届かぬ捜査　　(日本経済新聞　2025年3月6日）